# Bloomfield (Nuovo Messico)
Bloomfield (navajo: Naabi'ání) è una città nel nord-est della contea di San Juan, Nuovo Messico, Stati Uniti. Fa parte dell'area statistica metropolitana di Farmington. La popolazione era di 8.112 abitanti al censimento del 2010.
Si trova sul Trail of the Ancients Scenic Byway, uno dei designati New Mexico Scenic Byways.

## Geografia fisica
Secondo lo United States Census Bureau, ha un'area totale di 5,1 mi² (13,21 km²).

## Società

### Evoluzione demografica
Secondo il censimento del 2010, la popolazione era di 8.112 abitanti.

### Etnie e minoranze straniere
Secondo il censimento del 2010, la composizione etnica della città era formata dal 67,3% di bianchi, lo 0,6% di afroamericani, il 18,3% di nativi americani, lo 0,4% di asiatici, lo 0,0% di oceanici, il 9,8% di altre razze, e il 3,5% di due o più etnie. Ispanici o latinos di qualunque razza erano il 31,7% della popolazione.